# Tears to Tiara
『Tears to Tiara』（ティアーズ・トゥ・ティアラ）とは、2005年4月28日に発売されたLeaf制作のアダルトゲームである。同ブランドのアドベンチャー+シミュレーションRPGの第2弾。

## 概要
『うたわれるもの』と同様にアドベンチャーゲーム部とシミュレーションRPG部を交互に繰り返す形式で進行するが、本作では西洋風ファンタジーの趣を見せている。シミュレーションパートは半リアルタイム進行でリアルタイムシミュレーションに近いものであり、『うたわれるもの』より『アルルゥとあそぼ!!』に収録された『グエンディーナの魔女』のシステムを受け継いでいる。
2008年7月17日にリメイク作品『ティアーズ・トゥ・ティアラ 花冠の大地』がPlayStation 3で発売された。また、外伝としてPS3『ティアーズ・トゥ・ティアラ外伝 -アヴァロンの謎-』が2009年9月17日に発売され、さらには続編となるPS3『ティアーズ・トゥ・ティアラII 覇王の末裔』が2013年10月31日に発売された。こちらはシミュレーションパートのシステムが大幅に異なり、リアルタイム要素はない。

## 登場人物

### アロウン一派
アロウン（Arawn）
声：小次郎
このゲームの主人公。真の名前はルキフェル。アルサルとリアンノンの遠い祖先である妖精王・プィルの親友であったが、深い眠りについている間に伝説が変わり、魔王として祭り上げられていた。復活後に成り行きからリアンノンの夫となったためゲール族の長となり一族を導くこととなる。目覚めて早々、リアンノンを皮切りに本人の意図しない形で次々と女性関係に恵まれる。名前の由来はケルト神話の妖精の国・アンヌン（アンヌヴン、アヌーブン）の王・アラウン（アローン）。
神界において絶対神・ウァトスに従える使徒「白の精霊/12精霊」の13番目に誕生した使徒であるが、存在してはならない数字「忌数」な為に他の使徒達から疎まれていた。義父であり唯一信頼していた使徒・ミルディンが少女・プリムラを助けた為に消滅した為、空席を埋める形で12番目の使徒になったが他の使徒達によりプリムラは心を失っており、今まで「黄金の時代」「白銀の時代」において自分達が創りだした生命をないがしろにしていた為、憤慨したアロウンは使徒達への反旗を翻し地上に堕ちる事を決意した。
アルサル（Arthur）
声：西島古都夫
ゲール族の一の戦士。リアンノンの兄でかなりの兄馬鹿。妖精王・プィルの末裔であるが、長い歴史の間に辺境・エリン島の一部族の戦士となっていた。意外なことに家付き妖精顔負けの裁縫の腕前を持つが妹限定でしか発揮されずリアンノンの鍋つかみに衣装から下着まですべて彼のお手製。名前の由来はアーサーのウェールズ語読み。
リアンノン（Riannon）
声：籐野らん
ゲール族の女の子で、族長の代理をしている。真の名はプリムラ。生まれ持った予知能力で宣託の巫女と呼ばれていたが、その名前がドルウクをも呼び寄せてしまう。ドルウクに心を封じられ魔王復活のいけにえにされていたところをアロウンに救われ半ば強引に妻となる。その後アロウンには邪険にされながらも妻として一途に尽くす。モチーフはケルト神話のアラウンの盟友・プイス（プゥィール）の妻であるリアンノン。
なお、前世はミルディンとアロウンに救われ、後にプィルの妻となったプリムラである。
モルガン（Morgan）
声：富永理恵
ゲール族の女戦士。部族内ではアルサルに次ぐ実力の持ち主。猪突猛進・大喰らい・ウワバミと三拍子揃った超自然児。しきたりに従い自らの失態を死をもって償おうとしたところをアロウンに族長の権限を持って身元を引き受けられたことにより妻2号となる。名前の由来はモーガン（アーサー王の異父姉）のウェールズ語読み。
オクタヴィア（Octavia）
声：今井かおる
神聖帝国の女戦士。かつては裕福な身分であったが、家が没落し戦場に出ている。味方の裏切りにより縛られ箱詰めにされていたところをアロウンに発見され、さらにその現場をアルサルに目撃されたために箱ごとアロウンの寝室に運ばれてしまう。その夜いったんは開放されるがアロウンの不用意な引き止め方が求婚に当たる行為だったためそのままアロウンの妻に加わる（妻4号）。
オガム（Ogam）
声：厳蝉秋
アロウンに付き従う参謀役の老人。竜族の生き残りの1人でアロウンが深い眠りに着く前から面識があり、アロウン不在の時は軍を任されるほど信頼されている。名前の由来はオガム文字を作ったとされる言語と知識の神・オグマ。
「黄金の時代」の種族「ドラゴン」の神官であり、劇中の大陸の神殿に来ていた際、母国が「白の精霊」による隕石落下の為に滅び（白の精霊による実験みたいなものである）、後にミルディンの考えに賛同し従者となり、共にアヴァロン等の神々と戦う準備をし、後にアロウンと共に地上に降り立ち「神の大隊」と戦った。アロウンが長い眠りに就いていた間は「大賢者オガム」として辺境の奥地で暮らしていた。
タリエシン（Taliesin）
声：鷹取玲
ブリガンテス族の吟遊詩人。妖精王・プィルの傍流で、アルサルやリアンノンの遠い親戚に当たる。飄々とした性格で、妖精族に強い興味を持っている。

### 妖精族
リムリス（Limwris）
声：木村あやか
家付き妖精という、家事を専門とする妖精の1人。家事全般をそつなくこなす。穏やかな性格で趣味のお菓子やお茶を皆に振舞う。
エルミン（Ermin）
声：秋月まい
家付き妖精の1人で、眼鏡をかけている。幼い外見と同様に家付き妖精としては未熟。かつて妖精族のために戦ったアロウンを尊敬している。実質上の妻5号。
スィール（Llyr）
声：高奈ゆか
アザラシ妖精という、水辺の妖精。オドオドした性格で何をやっても裏目に出てしまうので、自らを幸薄い存在だと思っている。名前の由来は海神・シール（Llyr）。実質上の妻3号。
ラスティ（Rathty）
声：岬ゆうか
半ズボンをはいている鉱山妖精。「金物屋」という名前の武器屋（?）を営んでいて大きなハンマーで武器などを作っている。実質上の妻6号。
エポナ（Epona）
声：ほくとゆりあ
行商をしている妖精で、ド根性で有名な近江商人にも負けないド根性商人である。道具屋「良い人たち（グッド・ピープルズ）」を経営している。名前の由来はケルト神話の馬の女神・エポナ。

### 神聖帝国
ドルウク（Drwc）
声：おくりした
世界の王になる野望を抱いた帝国の司教。自らの野望のためにアロウン復活を企み、その為の生贄としてリアンノンを利用しようとした。
ガイウス（Gaius）
声：あきれすけん
帝国の将軍。アルビオン島及びエリン島の部族の宣撫のために神聖帝国の本国から派遣された。豪放磊落な性格であるが戦争時には非情な一面も見せる。
クレオン（Creon）
声：くじらよしかず
アルビオン島にある帝国直轄の交易都市・ロンディニウムの市長。町人からのし上がって市長になったという。

### その他
ミルディン（Myrddin）
声：こがたなまん
アロウンの養父。名前の由来はマーリン（アーサー王の宮廷魔術師）のウェールズ語読み。

## スタッフ
Leaf大阪開発室による作品。
- 原案・シナリオ：まるいたけし
- シナリオ：枕流、三宅章介
- 原画：古寺成
- 音楽：下川直哉、石川真也、松岡純也、衣笠道雄、中上和英

## 主題歌
OPテーマ「Tears to Tiara」
作詞・作曲・編曲：豆田将 / 歌：中山愛梨沙
挿入歌「Tears to Tiara -凱歌-」
作詞・作曲・編曲：豆田将 / 訳詞：Naoko.O / 歌：D.Terada
EDテーマ「Until」
作詞・作曲：未海 / 編曲：豆田将 / 歌：中山愛梨沙

## 関連商品

### CD
Heart To Heart（中山愛梨沙）
2005年6月22日（KICA-1344）、OPとED主題歌を収録。
「Tears to Tiara」オリジナルサウンドトラック
2005年6月10日（AQMC-004）
AQUAPLUS VOCAL COLLECTION VOL.5
2007年7月11日（KICA-1440）、OPと挿入歌を収録。

### カードゲーム
Lycee
シルバーブリッツのカードゲーム、Lyceeに参戦している。収録エキスパンションは、Leaf2.0など。
ChaosTCG
ブシロードのカードゲーム、ChaosTCGに参戦、収録パックは、OS:ティアーズ・トゥ・ティアラ、OS:アクアプラス1.10、AQUAPAZZAなど。